# Jules au pays d'Asha
Pour plus de détails, voir Fiche technique et Distribution.
Jules au pays d'Asha est un film dramatique canadien réalisé par Sophie Farkas Bolla et sorti en 2023,.

## Fiche technique
Sauf indication contraire, les informations mentionnées dans cette section peuvent être confirmées par les bases de données cinématographiques IMDb et Allociné,  présentes dans la section « Liens externes ».
- Titre original : Jules au pays d'Asha
- Réalisation : Sophie Farkas Bolla
- Scénario : Sophie Farkas Bolla et Sarah Lalonde
- Musique : Peter Venne
- Décors : Laura Nhem
- Costumes : Julia Patkos
- Photographie : Simran Dewan
- Son : René Portillo Ruiz, Stéphane Bergeron et Olivier Calvert
- Montage : Anouk Deschênes et Mathieu Bouchard-Malo
- Production : Kim O'Bomsawin et Hany Ouichou
  - Production associée : Andrée-Anne Frenette
  - Production exécutive : Charlote Beaudoin-Poisson et Rock Demers
- Sociétés de production : La Bête Lumineuse, Terre Innue et Coop Vidéo de Montréal
- Sociétés de distribution : Vues du Québec Distribution
- Pays de production :  Canada
- Langue originale : français québécois
- Format : couleur
- Genre : Drame
- Durée : 89 minutes
- Dates de sortie :
  - Suède : 13 mars 2023 (Malmö)
  - Canada : 7 juillet 2023
  - France : 18 décembre 2024

## Distribution
- Alex Dupras : Jules
- Gaby Jourdain : Asha
- Marilyse Bourke : Catherine
- Kevin Papatie : Niimi
- Emmanuel Schwartz : Jovite
- Elliot Miville-Deschênes : Jean
- Maddy Rankin-Kistabish : Maddy
- Andrew Shaver : M. Moore